# Bledius clarus
Bledius clarus är en skalbaggsart som beskrevs av Henry Clinton Fall 1901. Bledius clarus ingår i släktet Bledius och familjen kortvingar. Inga underarter finns listade i Catalogue of Life.